# Saint-Jacut-les-Pins
Pour les articles homonymes, voir Saint Jacut.
Saint-Jacut-les-Pins [sɛ̃ʒakylɛpɛ̃] est une commune française, située dans le département du Morbihan en région Bretagne. Elle est située dans le canton d’Allaire et fait partie de la communauté d'agglomération Redon Agglomération et du pays de Redon et Vilaine.

## Géographie

### Situation
La commune est située à l’extrême sud-est du Morbihan, entre la rivière de l’Arz au nord et l’antique voie romaine de Vannes à Rieux au sud (frontière délimité aujourd’hui par la route départementale 775 Vannes-Redon).
Saint-Jacut-les-Pins est située à 80 km de Nantes, 70 km de Rennes, 50 km de Vannes et 7 km de Redon.
Les communes limitrophes sont  Allaire, Caden, Malansac, Peillac, Saint-Gorgon, Saint-Perreux et Saint-Vincent-sur-Oust.

### Relief et hydrographie
| - Carte topographique de la commune de Saint-Jacut-les-Pins. |

### Hydrographie
Pour un article plus général, voir Réseau hydrographique du Morbihan.
La commune est située dans le bassin Loire-Bretagne. Elle est drainée par l'Arz, les Eclopas, le Moulin Eon, le Quip et divers autres petits cours d'eau,.
L'Arz, d'une longueur de 66 km, prend sa source dans la commune de Plaudren et se jette  dans l'Oust à Saint-Jean-la-Poterie, après avoir traversé 15 communes. 

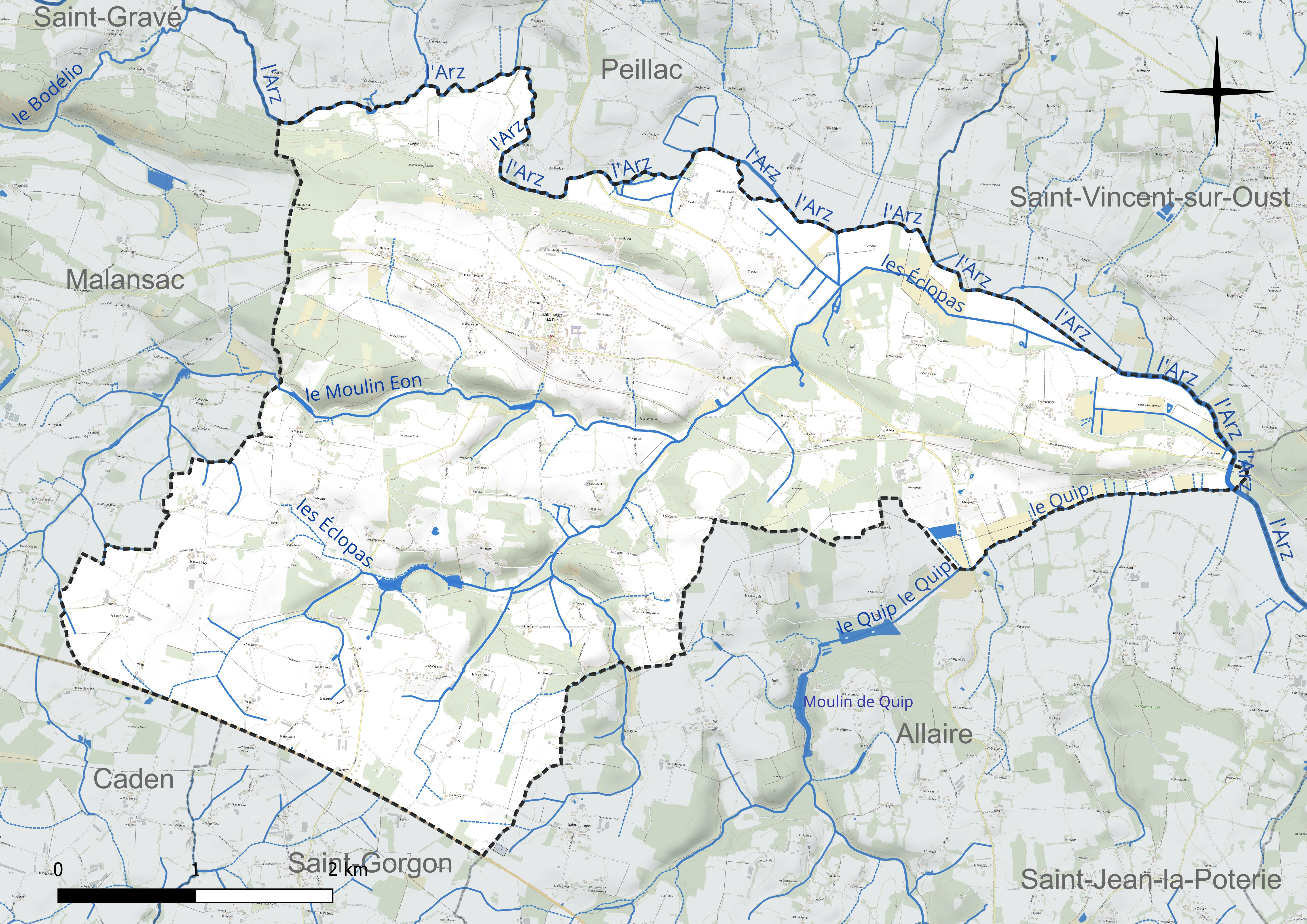
Réseau hydrographique de Saint-Jacut-les-Pins.

### Climat
Le climat qui caractérise la commune est qualifié, en 2010, de « climat océanique franc », selon la typologie des climats de la France qui compte alors huit grands types de climats en métropole. En 2020, la commune ressort du type « climat océanique » dans la classification établie par Météo-France, qui ne compte désormais, en première approche, que cinq grands types de climats en métropole. Ce type de climat se traduit par des températures douces et une pluviométrie relativement abondante (en liaison avec les perturbations venant de l'Atlantique), répartie tout au long de l'année avec un léger maximum d'octobre à février.
Les paramètres climatiques qui ont permis d’établir la typologie de 2010 comportent six variables pour les températures et huit pour les précipitations, dont les valeurs correspondent à la normale 1971-2000. Les sept principales variables caractérisant la commune sont présentées dans l'encadré ci-après.
| Paramètres climatiques communaux sur la période 1971-2000 - Moyenne annuelle de température : 11,8 °C - Nombre de jours avec une température inférieure à −5 °C : 1,3 j - Nombre de jours avec une température supérieure à 30 °C : 2,6 j - Amplitude thermique annuelle : 12,8 °C - Cumuls annuels de précipitation : 840 mm - Nombre de jours de précipitation en janvier : 12,2 j - Nombre de jours de précipitation en juillet : 6,2 j |

Avec le changement climatique, ces variables ont évolué. Une étude réalisée en 2014 par la Direction générale de l'Énergie et du Climat complétée par des études régionales prévoit en effet que la  température moyenne devrait croître et la pluviométrie moyenne baisser, avec toutefois de fortes variations régionales. La station météorologique de Météo-France installée sur la commune et en service de 1986 à 2020 permet de connaître l'évolution des indicateurs météorologiques. Le tableau détaillé pour la période 1981-2010 est présenté ci-après.
| Mois                                  | jan.             | fév.             | mars          | avril         | mai             | juin         | jui.          | août           | sep.         | oct.            | nov.          | déc.            | année      |
| ------------------------------------- | ---------------- | ---------------- | ------------- | ------------- | --------------- | ------------ | ------------- | -------------- | ------------ | --------------- | ------------- | --------------- | ---------- |
| Température minimale moyenne (°C)     | 3,1              | 2,8              | 4,4           | 5,7           | 9,1             | 11,5         | 13,2          | 13,2           | 10,9         | 8,8             | 5,3           | 3,3             | 7,6        |
| Température moyenne (°C)              | 5,9              | 6,3              | 8,6           | 10,4          | 14              | 16,8         | 18,7          | 19             | 16,2         | 12,9            | 8,8           | 6,2             | 12         |
| Température maximale moyenne (°C)     | 8,8              | 9,9              | 12,9          | 15,1          | 19              | 22,2         | 24,3          | 24,7           | 21,6         | 17              | 12,3          | 9,2             | 16,5       |
| Record de froid (°C) date du record   | −11,6 02.01.1997 | −14,1 10.02.1986 | −9,7 01.03.05 | −3 21.04.1991 | −0,5 14.05.1995 | 2 09.06.1989 | 5,9 10.07.04  | 4,9 31.08.1986 | 2,5 29.09.07 | −3,4 30.10.1997 | −6,5 16.11.07 | −8,3 29.12.1996 | −14,1 1986 |
| Record de chaleur (°C) date du record | 18,5 27.01.03    | 23,2 27.02.19    | 24,1 30.03.17 | 28,7 15.04.15 | 31,6 26.05.17   | 36 19.06.17  | 39,6 23.07.19 | 38,7 09.08.03  | 33 14.09.20  | 30 02.10.11     | 22 07.11.15   | 17,7 19.12.15   | 39,6 2019  |
| Précipitations (mm)                   | 112              | 79,3             | 64,8          | 70            | 63,3            | 46,4         | 48,8          | 40,7           | 71,8         | 97              | 92,6          | 109,8           | 896,5      |

## Urbanisme

### Typologie
Au 1er janvier 2024, Saint-Jacut-les-Pins est catégorisée commune rurale à habitat dispersé, selon la nouvelle grille communale de densité à sept niveaux définie par l'Insee en 2022.
Elle est située hors unité urbaine. Par ailleurs la commune fait partie de l'aire d'attraction de Redon, dont elle est une commune de la couronne,. Cette aire, qui regroupe 22 communes, est catégorisée dans les aires de moins de 50 000 habitants,.

### Occupation des sols
L'occupation des sols de la commune, telle qu'elle ressort de la base de données européenne d’occupation biophysique des sols Corine Land Cover (CLC), est marquée par l'importance des territoires agricoles (74,1 % en 2018), en diminution par rapport à 1990 (75,8 %). La répartition détaillée en 2018 est la suivante : 
zones agricoles hétérogènes (27,2 %), terres arables (26,8 %), forêts (20,9 %), prairies (20,1 %), zones urbanisées (2,9 %), milieux à végétation arbustive et/ou herbacée (2,1 %). L'évolution de l’occupation des sols de la commune et de ses infrastructures peut être observée sur les différentes représentations cartographiques du territoire : la carte de Cassini (XVIIIe siècle), la carte d'état-major (1820-1866) et les cartes ou photos aériennes de l'IGN pour la période actuelle (1950 à aujourd'hui).

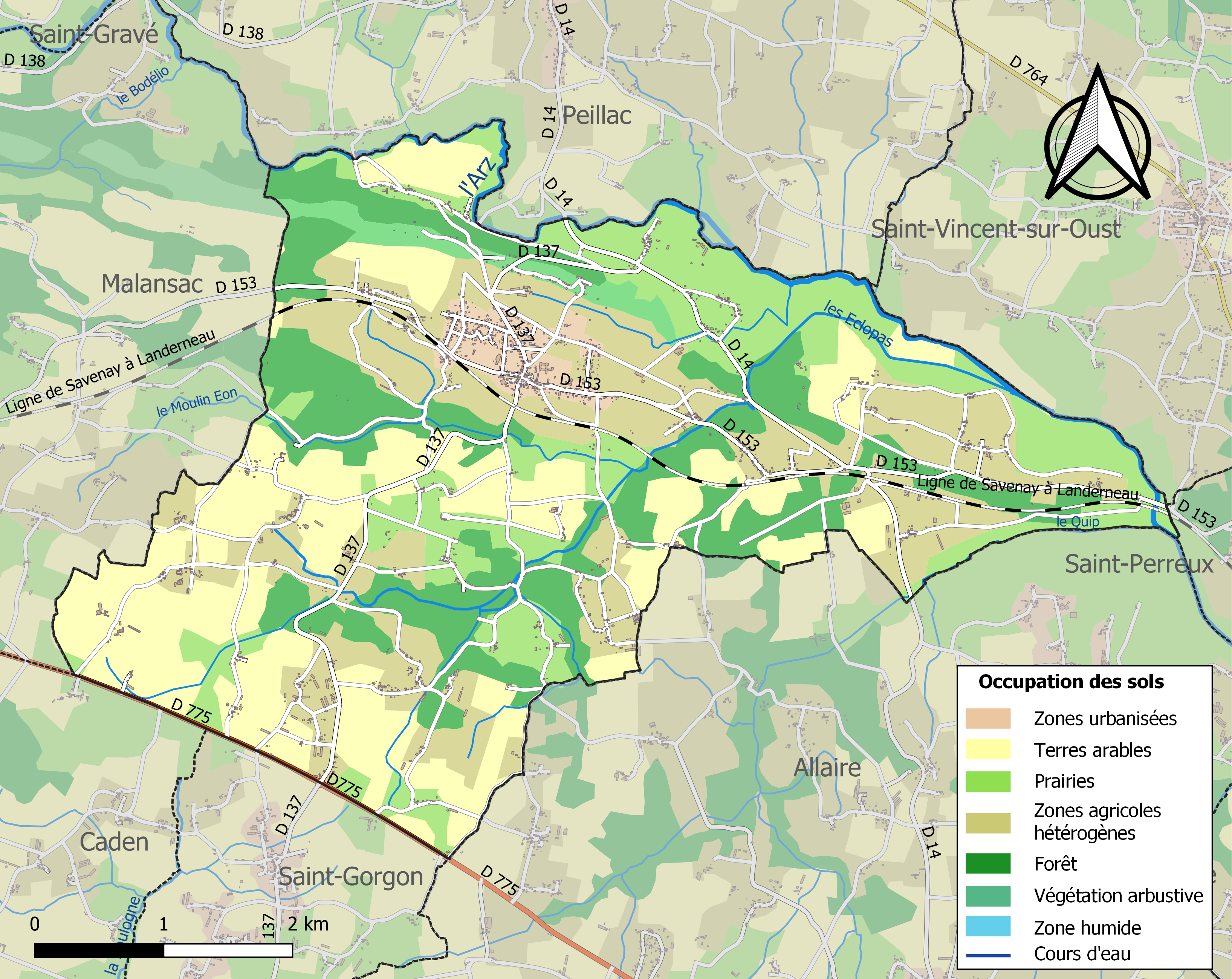
Carte des infrastructures et de l'occupation des sols de la commune en 2018 (CLC).

## Toponymie
Attestée sous les formes Santus Jacutus en 1387, Saint Jagu en 1424.
Trois communes bretonnes portent le nom de Jacut de Landoac, moine probablement né au Pays de Galles. Ce religieux du Ve siècle passe sa vie à évangéliser l'Armorique, comme son jeune frère, Guénolé de Landévennec, né près de la Baie de Saint-Brieuc. Les frères, éduqués à la vie monacale près de l'île de Bréhat, sillonnent ensuite, séparément, routes et chemins de Bretagne tout au long de leur vie. Saint-Jacut est le fondateur de l'abbaye de Saint-Jacut à Saint-Jacut-de-la-Mer, toujours active de nos jours, dans l'actuel département des Côtes-d'Armor. Pour éviter que les reliques du fondateur (les os de ses bras) ne soient perdues lors de la mise à sac de l'abbaye par les Vikings en 878, les moines les emportent de justesse et les transportent dans des peaux de bêtes cousues pendant leur fuite forcée vers l'intérieur de la Bretagne, près de Redon. Ces reliques sont alors cachées et conservées à Saint-Jacut-les-Pins, où le public peut aujourd'hui encore les découvrir dans l'église paroissiale. Pour les Bretons, les terres côtières étant « d'Armor » (de la mer) et les terres de l'intérieur étant « d'Argoat » (des bois), les différentes communes portant le nom de Saint-Jacut sont différenciées par les appellations Saint-Jacut-de-la-Mer et Saint-Jacut-les-Pins (où la superficie de forêts de résineux sur le ban communal est d'ailleurs importante). Une troisième commune, Saint-Jacut-du-Mené, porte également le nom du saint fondateur, car elle fut autrefois une possession de l'abbaye du bord de mer, à 50 km en retrait de la côte. Elle est située sur les monts d'environ 300 mètres d'altitude (« Mené » ou « Menez » en langue bretonne) dominant l'Est des Côtes-d'Armor. Depuis 2011, des rencontres amicales ont lieu entre les trois Saint-Jacut.
Saint-Ghu ou Saint-Jhigu en gallo.
Sant-Yagu-ar-Bineg en breton[réf. nécessaire].

## Histoire
Les Vénètes, puis les Romains, occupent ce territoire le long de la grande voie Rieux-Vannes qui sépare Saint-Jacut de Saint-Gorgon.
Au Haut Moyen Âge, les Bretons fondent plusieurs villages, Bodnaga, Bréhadou… Les terres dépendent alors de la seigneurie de Rieux et les Bretons laissent des traces de leur séjour dans les noms de la Guidemais, Bodéan, Rédillac, Brandicoet ou Calléon.
Située en plein pays chouan, la paroisse subit les contrecoups de la Révolution.

## Politique et administration
| Période                                  | Période     | Identité                            | Étiquette | Qualité                                   |
| ---------------------------------------- | ----------- | ----------------------------------- | --------- | ----------------------------------------- |
| 1800                                     | 1808        | Louis Richard                       | -         | -                                         |
| 1808                                     | 1811        | Louis Marie Jean Coüé               | -         | Bâtonnier de l'ordre des avocats à VANNES |
| 1811                                     | 1825        | Claude Richard                      | -         | -                                         |
| 1825                                     | 1845        | Mathurin Marquier (1777-1848)       | -         | Laboureur Conseiller d'arrondissement     |
| 1845                                     | 1846        | Jean-Pierre Plormel                 | -         | -                                         |
| 1846                                     | 1860        | Mathias Hervieux                    | -         | -                                         |
| 1860                                     | 1862        | Joseph Provost                      | -         | -                                         |
| 1862                                     | 1881        | Joseph Robert                       | -         | -                                         |
| 1881                                     | 1889        | Julien Voisin                       | -         | -                                         |
| 1889                                     | 1904        | Timothé Jourdain De Coutance        | -         | Ancien chef de cabinet du préfet          |
| 1904                                     | 1924        | Jean Danet                          | -         | -                                         |
| 1924                                     | 1944        | Timothé Jourdain De Coutance (fils) | -         | -                                         |
| 1945                                     | 1947        | Joseph Voisin                       | -         | -                                         |
| 1947                                     | 1959        | Timothé Jourdain De Coutance (fils) | RPF       | -                                         |
| 1959                                     | 1989        | Joseph Mabon                        | -         | -                                         |
| 1989                                     | mars 2001   | Monique Audiger                     | -         | -                                         |
| mars 2001                                | mars 2014   | Alain Hercouet                      | -         | Agriculteur                               |
| mars 2014                                | 28 mai 2020 | Christophe Royer                    | -         | Chef d'entreprise                         |
| 28 mai 2020                              | En cours    | Didier Guillotin                    | -         | Mandataire judiciaire                     |
| Les données manquantes sont à compléter. |             |                                     |           |                                           |

## Population et société

### Démographie
L'évolution du nombre d'habitants est connue à travers les recensements de la population effectués dans la commune depuis 1793. Pour les communes de moins de 10 000 habitants, une enquête de recensement portant sur toute la population est réalisée tous les cinq ans, les populations de référence des années intermédiaires étant quant à elles estimées par interpolation ou extrapolation. Pour la commune, le premier recensement exhaustif entrant dans le cadre du nouveau dispositif a été réalisé en 2004.

En 2022, la commune comptait 1 733 habitants, en évolution de −0,17 % par rapport à 2016 (Morbihan : +3,82 %, France hors Mayotte : +2,11 %).
| 1793  | 1800  | 1806  | 1821  | 1831  | 1836  | 1841  | 1846  | 1851  |
| ----- | ----- | ----- | ----- | ----- | ----- | ----- | ----- | ----- |
| 1 375 | 1 464 | 1 213 | 1 414 | 1 278 | 1 252 | 1 250 | 1 314 | 1 355 |

| 1856  | 1861  | 1866  | 1872  | 1876  | 1881  | 1886  | 1891  | 1896  |
| ----- | ----- | ----- | ----- | ----- | ----- | ----- | ----- | ----- |
| 1 315 | 1 379 | 1 386 | 1 477 | 1 501 | 1 468 | 1 520 | 1 427 | 1 437 |

| 1901  | 1906  | 1911  | 1921  | 1926  | 1931  | 1936  | 1946  | 1954  |
| ----- | ----- | ----- | ----- | ----- | ----- | ----- | ----- | ----- |
| 1 457 | 1 494 | 1 482 | 1 448 | 1 428 | 1 498 | 1 488 | 1 525 | 1 496 |

| 1962  | 1968  | 1975  | 1982  | 1990  | 1999  | 2004  | 2006  | 2009  |
| ----- | ----- | ----- | ----- | ----- | ----- | ----- | ----- | ----- |
| 1 455 | 1 485 | 1 559 | 1 590 | 1 570 | 1 552 | 1 654 | 1 702 | 1 732 |

| 2014  | 2019  | 2022  | - | - | - | - | - | - |
| ----- | ----- | ----- | - | - | - | - | - | - |
| 1 727 | 1 747 | 1 733 | - | - | - | - | - | - |

### Infrastructures
Sur le plan médical, la commune dispose d’une maison médicale, d'une maison des services, d’une pharmacie et d’une maison de retraite qui dispose d'un parcours d'activités santé pour les seniors.
Sur le plan éducatif, la commune dispose d’une école maternelle et primaire : l'école Saint-Joseph, d’un institut médico-éducatif et d’un lycée technologique (ISSAT).
Sur le plan sportif, la commune dispose d’une salle omnisports, et du dynamisme de ses nombreuses associations sportives (cyclotourisme, randonnée, course à pied, basketball, football, tennis, motocyclisme, gymnastique, chasse, pêche…).
Enfin, sur le plan culturel, la commune dispose d’une médiathèque et de nombreuses associations (théâtre, chorale, foyer des jeunes, club de l’amitié, anciens combattants, défense du patrimoine (moulins), humanitaire, ridée….

## Transport
La commune est située à 10 minutes en voiture de la gare de Redon. L'aéroport de Nantes Atlantique et l'aéroport de Rennes se trouvent respectivement à 1 h 15 min et 1 h de voiture.
La commune est traversée d'est en ouest par l'axe ferroviaire principal de la Bretagne Sud. Cette ligne Savenay - Landerneau est inaugurée jusqu'à Lorient en 1862, elle permet par Redon les relations entre les gares des grandes villes bretonnes du sud et Paris par Rennes. La commune a longtemps disposée d'une gare puis d'un arrêt SNCF, actuellement ces deux stations sont fermées et désaffectées le quartier de la Gare rappelle cette époque. L'histoire ferroviaire de la commune va peut-être rebondir avec une activité de fret.

### Tourisme

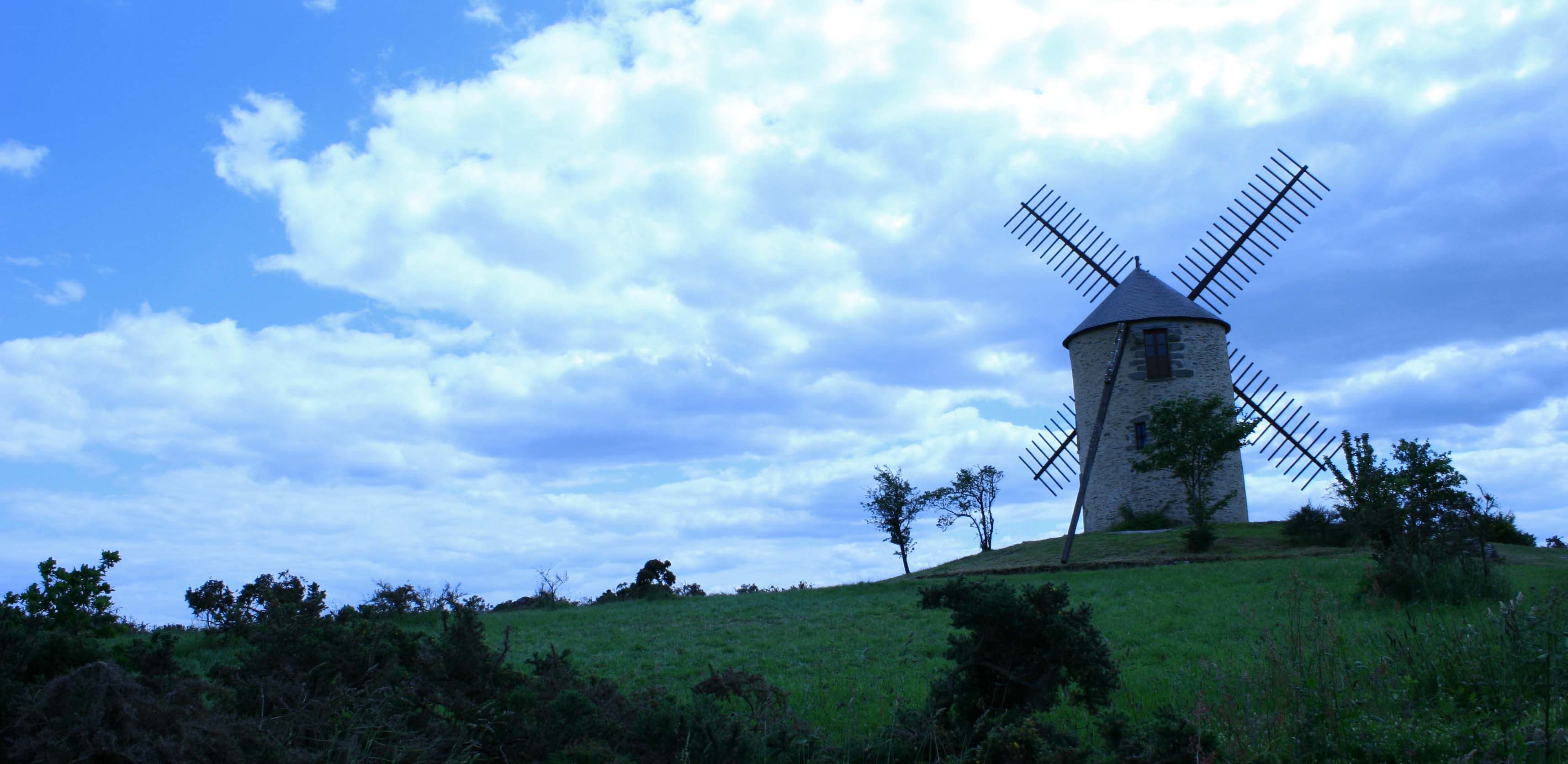
Butte des moulins.

La forêt de résineux qui entoure la commune est sillonnée de circuits VTT et de randonnée. La commune est également connue pour son patrimoine, notamment ses chapelles et ses moulins à eau et à vent. La commune bénéficie de la présence d’un jardin exotique qui attire plus de 50 000 visiteurs par an.
- Les étangs de Bodéan. Situés à proximité du camping, ce site est composé de trois étangs en cascade dans un sous-bois aux essences variées, sillonnées de nombreux chemins pédestres, où s’écoule un ruisseau affluent de l’Arz. Ses étangs font de la commune un lieu fréquenté des pêcheurs[38].
- Le circuit de la butte des cinq moulins. Une  butte ardoisière coiffée d’anciens moulins à vent au cœur des grées et des landes, dominée par endroits par les pins et par un moulin à vent qui a été restauré et redéploie ses ailes. Le sentier pédestre permet une découverte du patrimoine et de la flore du pays (bruyère, callune, ajoncs…)[39].
- Le site de la Vallée. Le site permet la découverte d’un ancien moulin à eau avec son étang surplombé par une colline de pins avec aire de pique-nique et possibilité de pêche.
- Le Tropical Floral Parc. Sur plus de 4 ha, s'étend un parc exotique où évoluent en toute liberté kangourous et oiseaux exotiques : grands perroquets, aras, cacatoès et autres perruches multicolores. Sur le site se mêlent les jardins indonésien, africain, mexicain, thaïlandais, la maison musicale, le jardin d’eau avec ses lotus, la roseraie…[40].

## Culture et patrimoine

### Patrimoine
La commune est dominée par ses deux clochers (église paroissiale Saint-Jacut et chapelle de la maison des sœurs du Sacré-Cœur). Elle dispose de nombreux chapelles (Notre-Dame du Pont-d'Arz, la Graë, Saint-Barnabé…) et châteaux (Le Closne, Calléon, Bodéan), des manoirs (Brandicoët, Rédillac, Bois-David…), plusieurs moulins à vent (des 5 moulins, de la Prée, de la Vieille-Ville, Renaudin, de Bodéan…) ou à eau (site de la Vallée, de Guéreneuc, d'Eclopaz, de Calléon), sans oublier ses multiples croix le long des chemins.

### Évènements
- Fêtes des moulins et traditions, organisée fin août par l'association Eau grée des Moulins. Découverte et mise en route du moulin à eau à auget ; explications sur l’histoire et le fonctionnement : mécanismes, rouages (mouture à l’ancienne à la meule de pierre) ; réalisation de farine issue de blé meunier[42].
- Festival Mots-zik sous les pins, organisé en novembre par l'association Les débrouill'arts. Un des derniers festivals de musique de l'année où viennent se produire devant un public de tous âges et de tous horizons des artistes aussi bien locaux que reconnus dans le monde de la musique.

## Personnalités liées à la commune
- Saint Jacut de Landoac (Ve siècle), évangélisateur du territoire.
- Angélique Le Sourd (1767-1835) née à Saint-Jacut, fondatrice des Sœurs du Sacré-Cœur de Jésus de Saint-Jacut-les-Pins. Elle décède le 16 novembre 1835[43]. La communauté a participé pour une partie à l’essor de la commune, notamment par l’implantation du lycée en 1965 et de la maison de retraite en 1967. Cette congrégation a été reconnue  par le droit pontifical en 1957[44].